# Principal Charming
«Principal Charming», llamado «Director encantador» en España y «El último tren» en Hispanoamérica, es un capítulo perteneciente a la segunda temporada de la serie animada Los Simpson, emitido originalmente el 7 de marzo de 1991. El episodio fue escrito por David M. Stern y dirigido por Mark Kirkland. Este es el primer episodio en donde no aparece Maggie.

## Sinopsis
Todo comienza cuando Patty y Selma van a la boda de un hombre que podría haber sido el marido de Selma fácilmente. No lo había llegado a ser porque Patty se había interpuesto entre ellos. Selma, luego de la boda, se da cuenta de que necesitaba hallar un marido Selma queda con el llanto en los ojos al recordar y al ver la ceremonia, por lo que le ruega a Marge que la ayude. Marge, a su vez, le pide ayuda a Homer para que le consiga a su hermana un esposo decente. 
Mientras tanto, Bart le hace una broma pesada al director Skinner, poniendo una mezcla química de sodio y tetrasulfato en el césped de la escuela. En la oficina del director, lo obligan a llamar por teléfono a su padre, quien se encuentra en la Taberna de Moe. Como Bart le hace una broma a Moe, Skinner toma el teléfono, pero solo escucha a Moe insultándolo del otro lado de la línea. Luego le pasa el teléfono a Homer, cuando se da cuenta de que era el director quien estaba hablando con él. Homer va a la escuela y, al ver a Skinner, decide que él es el hombre perfecto para su cuñada Selma. Para lograr que se conozcan, lo invita a cenar a su casa.
Cuando Skinner va a la casa de los Simpson, en lugar de ver a Selma la ve a Patty, e instantáneamente queda enamorado de ella. Patty, sin embargo, no siente lo mismo que él.
De todas formas, Skinner logra que Patty comience a salir con él. Selma queda muy descontenta por esto, y se siente más sola que nunca. Bart, mientras tanto, saca ventaja de la situación y prácticamente obtiene el control de la escuela, ya que Skinner solicitaba su ayuda para tratar de conquistar a Patty. Cierto día, Skinner le confía a Bart que estaba a punto de pedirle matrimonio a Patty. Homer, entretanto, arregla una cita entre Selma y Barney.
Esa noche, Skinner lleva a Patty a un campanario ubicado sobre la escuela, para proponerle matrimonio. Siguiendo los consejos de Bart, Skinner había escrito "¿Te casarías conmigo, Patty?" en el pasto de la escuela con la mezcla química de sodio y tetrasulfato. Patty, aunque queda impresionada y halagada, rechaza la propuesta de Skinner, ya que, según ella, al tener una hermana gemela no podía casarse y dejar a su hermana sola. Skinner acepta sus disculpas, aunque queda triste. Patty aprecia la comprensión de Seymour y su conducta caballerosa, por lo que le dice que si alguna vez se llegara a casar con algún hombre, sin duda sería con él.  
Cuando Skinner queda solo, se da cuenta de que la escuela estaba muy cambiada, ya que había estado bajo el poder de Bart en esos días. Por lo tanto, castiga a Bart y recobra su autoridad.
Patty, por su parte, va a buscar a Selma, a quien informa de lo sucedido, haciendo que su hermana rompa su desdichada cita con Barney. Así, las cosas vuelven a la normalidad.